# الدببة الطيبون
الدِّببة الطيّبون (بالإنجليزية: Care Bears)‏ مسلسل كارتوني يحكي عن مجموعة من الدببة لكل منهم لون مختلف ومميزات، تحدث لهم العديد من المغامرات والأحداث الشيقة والكوميدية.

## الأصوات العربية

### نسخة الدبلجة اللبنانية
- سمير شمص
- نوال حجازي
- حسام الصباح
- إسماعيل نعنوع
- عفيفة فاعور
- فاطمة حجازي

### نسخة الدبلجة الأردنية
- إيمان هايل
- محمد حلمي
- وفاء قسوس
- عمر حامد
- زهرة المصري
- عبد الفتاح جبارة
- منى سليمان
- هشام حمادة
- نادية مطالقة
- مزنة مدلل
- هالة عودة

بالاشتراك مع
- قمر الصفدي

### نسخة الدبلجة السورية
- فاطمة سعد
- أنجي اليوسف
- بثينة شيا
- زياد الرفاعي
- مجد ظاظا
- محمد حداقي
- محمد خير أبو حسون
- رغدة الخطيب

## روابط خارجية
- الدببة الطيبون على موقع IMDb (الإنجليزية)
- الدببة الطيبون على موقع ميتاكريتيك (الإنجليزية)
- الدببة الطيبون على موقع كينوبويسك (الروسية)
- الدببة الطيبون على موقع ألو سيني (الفرنسية)
- الدببة الطيبون على موقع قاعدة بيانات الفيلم (الإنجليزية)